# Pișceanivka, Țiurupînsk
Pișceanivka (în ucraineană Піщанівка) este un sat în comuna Pidstepne din raionul Țiurupînsk, regiunea Herson, Ucraina.

## Demografie
Componența lingvistică a localității Pișceanivka
     Ucraineană (95,02%)
     Rusă (4,3%)
     Alte limbi (0,51%)
Conform recensământului din 2001, majoritatea populației localității Pișceanivka era vorbitoare de ucraineană (95,02%), existând în minoritate și vorbitori de rusă (4,3%).